# Eupanthalis glabra
Eupanthalis glabra är en ringmaskart som beskrevs av Ben-Eliahu och Fiege 1994. Eupanthalis glabra ingår i släktet Eupanthalis och familjen Acoetidae. Inga underarter finns listade i Catalogue of Life.